# Пётр Гринёв
Пётр Андреевич Гринёв — герой исторического романа А. С. Пушкина «Капитанская дочка» (1836), выступающий в роли рассказчика. На момент действия — офицер русской армии, влюблённый в Марию Ивановну Миронову (заглавную героиню повести) и связанный сложными отношениями с Емельяном Пугачёвым. Прототипами этого персонажа стали (в большей или меньшей степени) Михаил Шванвич, Иван Башарин, Алексей Гринёв.

## Роль в сюжете
«Капитанская дочка» представляет собой рассказ Петра Андреевича Гринёва о его молодости. Рассказчик принадлежал к богатому дворянскому роду, владевшему поместьями в Симбирском уезде, и с младенчества числился в гвардии. В возрасте 16 лет он был отправлен строгим отцом, офицером в отставке, на армейскую службу. На пути в Оренбург Пётр встречается с Емельяном Пугачёвым — тогда никому не известным беглым казаком. Во время бурана тот показывает Гринёву дорогу к постоялому двору и за это получает в подарок заячий тулуп.
Приехав на службу в пограничную Белогорскую крепость, Гринёв влюбляется в дочь коменданта, Машу Миронову. Его сослуживец, офицер Алексей Швабрин, тоже неравнодушен к капитанской дочери; между соперниками происходит дуэль, Швабрин ранит Гринёва. Отец Петра узнаёт о поединке и отказывается благословить брак сына с бесприданницей.
Тем временем начинается восстание казаков и башкир. Пугачёв со своим войском занимает Белогорскую крепость и казнит коменданта. Швабрин присягает ему на верность, а Гринёв отказывается это делать со словами: «Нет, я природный дворянин. Я присягал государыне императрице». Пугачёв приказывает повесить Гринёва, но в последний момент узнаёт в нём человека, подарившего тулуп, и дарит ему жизнь. Пётр уезжает в осаждённый повстанцами Оренбург и воюет против Пугачёва, но однажды получает письмо от Маши, которая осталась в Белогорской крепости из-за болезни. Он узнаёт, что Швабрин принуждает Машу к замужеству, без разрешения покидает службу, встречается с Пугачёвым и благодаря его помощи спасает Машу.
Позже по доносу Швабрина Гринёва арестовывают правительственные войска. За связь с повстанцами его приговаривают к смертной казни, заменённой на пожизненную ссылку в Сибирь. Однако Маша добивается встречи с Екатериной II и вымаливает прощение жениху. Гринёв женится на любимой, уходит в отставку и посвящает свою жизнь семье.
В черновой версии романа уточняется, что Гринёв умер в 1817 году. Сохранился текст ещё одной главы, не включённой в окончательный вариант «Капитанской дочки»: в этой главе Гринёв приезжает в разгар пугачёвщины в родное поместье и спасает родителей и Машу от повстанцев.

## Создание образа
Согласно изначальному замыслу Пушкина, появившемуся в 1832 году, главным героем романа должен был стать офицер, перешедший на сторону Пугачёва. Первым прототипом персонажа был Михаил Шванвич — богатый дворянин, разжалованный в захудалый гарнизон из гвардии и остававшийся с повстанцами до их окончательного поражения. Уже в этом варианте сюжета появляются черты, роднящие героя с будущим Гринёвым: до начала восстания Шванвич случайно встречается с Пугачёвым во время метели, позже он использует пугачёвцев, чтобы получить возлюбленную, сосватанную за другого.
Позже (в 1833 году) Пушкина заинтересовал капитан Иван Башарин — выходец из солдатских детей, служивший в степной крепости, взятой пугачёвцами, спасённый от казни благодаря заступничеству солдат и ставший полковником в армии самозванца. В сохранившемся плане повести Башарин предстаёт (в отличие от своей реальной биографии) как знатный дворянин, молодой человек, находящийся под влиянием отца. Во время штурма одной из крепостей он спасает от гибели дочь местного коменданта. Башарин быстро покидает повстанцев, возвращается в правительственные войска, получает прощение. По-видимому, он должен был превратиться из активного участника исторических событий в их свидетеля.
Собирая в Казани материал для исторического труда, Пушкин услышал историю одного лютеранского пастора, который накануне крестьянской войны подавал милостыню Пугачёву, тогда заключённому казанского острога. После взятия Казани повстанцами летом 1774 года пастор был схвачен, но Пугачёв узнал его, пожаловал коня и полковничий чин. Мотив узнавания и выражения самозванцем благодарности стал одним из ключевых для судьбы Гринёва в повести.
В 1834 году появился новый план повести, в котором главный герой носит фамилию Валуев (та же фамилия была у жениха дочери Петра Вяземского). Он служит в отдалённом гарнизоне, влюбляется в дочь коменданта по имени Маша, попадает в плен к пугачёвцам, получает пощаду (причины в плане не уточняются), уезжает в Оренбург.
На окончательный вариант повести повлияла судьба реального исторического персонажа Алексея Гринёва — отставного поручика, помещика из-под Белгорода, которого обвинили в поддержке Пугачёва, арестовали, но позже освободили по личному распоряжению Екатерины.
Главный герой, несмотря на смертельный риск, сохраняет верность долгу, проходя таким образом экзамен в самом начале жизненного пути. При этом он многим обязан Пугачёву, в окружении которого появляется на некоторое время (хоть и не по своей воле). Здесь сохраняется связь с биографией Шванвича, ставшего прототипом и для ещё одного персонажа — Швабрина. Литературоведы отмечают и явное влияние Вальтера Скотта. Так, Дмитрий Якубович проводит параллели между Гринёвым с одной стороны, Эдвардом Уэверли (роман «Уэверли, или Шестьдесят лет назад») и Фрэнком Осбалдинстоном (роман «Роб Рой») с другой.

## Оценки
Мнения критиков и литературоведов о Гринёве расходятся. Виссарион Белинский назвал этого персонажа «ничтожным, бесчувственным характером», который нужен автору только как относительно беспристрастный свидетель ужасов пугачёвщины. Михаил Лотман считал, что в Гринёве «есть нечто, что привлекает к нему симпатии автора и читателей: он не укладывается в рамки дворянской этики своего времени, для этого он слишком человечен».

## В экранизациях
Пётр Гринёв появляется в ряде экранизаций «Капитанской дочки».
- 1928 — «Капитанская дочка» («Гвардии сержант»), режиссёр Юрий Тарич (СССР), в роли Гринёва Николай Прозоровский;
- 1934 — «Волга в пламени», режиссёр Вячеслав Туржанский (Франция, Чехословакия), вместо Гринёва появляется лейтенант Орлов в исполнении Альбера Прежана;
- 1947 — «Капитанская дочка», режиссёр Марио Камерини (Италия), в роли Гринёва Чезаре Данова;
- 1958 — «Буря[итал.]» (Италия, Франция, Югославия), режиссёр Альберто Латтуада, в роли Гринёва Джеффри Хорн;
- 1958 — «Капитанская дочка», режиссёр Владимир Каплуновский (СССР), в роли Гринёва Олег Стриженов;
- 1965 — «Капитанская дочка» (мини-сериал), режиссёр — Леонардо Кортезе (Италия), в роли Гринёва Умберто Орсини;
- 1976 — «Капитанская дочка», телеспектакль Павла Резникова (СССР), в роли Гринёва Александр Абдулов;
- 2000 — «Русский бунт», режиссёр Александр Прошкин (Россия), в роли Гринёва Матеуш Даменцкий;
- 2012 — «Капитанская дочка» (мини-сериал, Италия), в роли Гринёва Примо Реджани.